# Edip Akbayram
Ahmet Edip Akbayram (29 de diciembre de 1950 – 2 de marzo de 2025) fue un músico de rock, compositor y socialista turco. Es el fundador y cantante principal de Dostlar, una de las primeras bandas de rock de Turquía. Fue sometido a exclusión durante toda su infancia debido a la polio que contrajo siendo niño. A lo largo de su carrera artística, fue objeto de censura y opresión debido a su postura socialista. Fue rechazado por algunos grupos y organizadores debido a su limitada movilidad resultante de una parálisis en su pierna derecha. Él reaccionó a esta situación diciendo: "Canto con mi garganta, no con mis pies, ¿por qué miras mis pies, hermano?"
Le diagnosticaron polio cuando tenía nueve meses. Interesado en la música desde muy joven, Akbayram tocó y cantó composiciones de rock psicodélico basadas en canciones populares de Pir Sultan y Karacaoğlan con la banda Siyah Örümcekler, que formó mientras estaba en la escuela secundaria. Hicieron su primer disco, Kendim Ettim Kendim Buldum, durante sus años de escuela secundaria. El disco fue lanzado en dos ediciones diferentes, tituladas "Siyah Örümcekler – Gaziantep Orkestrası" y "Edip Albayrak – Siyah Örümcekler". Después de Gaziantep, Adana fue el segundo lugar donde actuó con su banda. Más tarde, comenzó a trabajar en un club nocturno llamado Beyaz Saray (White House).
Después de graduarse de la escuela secundaria en 1968, fue a Estambul para tomar el examen de ingreso a la universidad, pero no lo aprobó. En 1971, aprobó el examen de ingreso a la universidad y fue aceptado en la Facultad de Odontología de la Universidad de Estambul, la escuela a la que siempre había soñado asistir. Sin embargo, su pasión por la música prevaleció y abandonó esta profesión para dedicarse a la música. Después de llegar a Estambul, se unió al Micrófono de Oro en 1971. Ganó el primer premio en 1972 con su primera composición, Kükredi Çimenler, inspirada en el poema de Aşık Veysel. En 1973 fundó Dostlar con Vecdi Ören. Más tarde, recibió premios con sus sencillos Deniz Üstü Köpürür y Garip y se convirtió en un artista cuyo nombre se escuchó en todo el país. Rompió récords de ventas con sus canciones Aldırma Gönül Aldırma y Gidenlerin Türküsü, y ganó un Disco de Oro. Además, cuenta con más de 250 premios otorgados por diversas organizaciones.
Los años 80 fueron años prohibidos para Akbayram y otros músicos socialistas. Entre 1981 y 1988, sus obras fueron prohibidas en la Radio y Televisión Turca, la única emisora en aquel momento. Estuvo detenido durante cinco meses y muchos organizadores le negaron una aparición en el escenario. Sin embargo, a partir de mediados de los años 90 consiguió un nuevo avance, especialmente con su álbum Türküler Yanmaz. Dedicó este álbum a aquellos que perdieron la vida en la masacre de Sivas. Murió por insuficiencia orgánica múltiple el 2 de marzo de 2025.

## Biografía

### 1966–1973: Primeros años
Cuando salió por primera vez al escenario en la fiesta escolar con Siyah Örümcekler, Akbayram tocaba la batería y también hacía de vocalista. Ahorraron el dinero que ganaban y, con él, mandaron confeccionar chaquetas azules y pantalones negros inspirados en The Beatles. Cuando sus actuaciones fueron bien recibidas, comenzaron a recibir invitaciones para tocar en bodas y eventos. A medida que aumentó la demanda desde las provincias cercanas, actuaron en el popular local de Adana, el casino Beyaz Saray.
Después de graduarse de secundaria, el grupo Siyah Örümcekler dejó de existir. Akbayram se presentó al examen de ingreso a la universidad por primera vez y viajó a Estambul, pero no fue admitido. Continuó con la música y comenzó a trabajar con la Orquesta de Gaziantep, fundada por Mehmet Zeki Dinçer, que fue la primera agrupación musical de la ciudad. Al cantar en bodas y ceremonias, recibieron ofertas para tocar principalmente desde Adıyaman y Diyarbakır. El grupo, que causó sensación en la región del sureste de Anatolia, firmó con la distribuidora mayorista de discos Aziz Plak de Gaziantep. Dado que no contaban con suficiente dinero, acordaron grabar la canción Kendim Ettim Kendim Buldum bajo la condición de que las ganancias del disco se utilizarían para cubrir los costos del estudio. El disco fue publicado con dos títulos diferentes: "Siyah Örümcekler Edip Akbayram" y "Siyah Örümcekler Gaziantep Orkestrası". Tuvo una repercusión mucho mayor de lo esperado en el sureste y ventas elevadas.
En 1970, se presentó al examen universitario por segunda vez; al no ser admitido, se trasladó a Adana. Allí comenzó a trabajar con la Orquesta Nejat Taylan. Gracias al apoyo del sello local Seç Plak, volvió al estudio y en 1971 lanzó el sencillo İşte Hendek İşte Deve. Dado que la infraestructura del estudio era tecnológicamente insuficiente, hubo imperfecciones acústicas en la grabación. El sencillo fue publicado con el nombre de la orquesta. Luego concentró sus esfuerzos en los exámenes universitarios y regresó a Estambul para presentarse por tercera vez. Allí vivía con amigos en condiciones muy difíciles en el sótano de un hotel económico. Como la asignación enviada por su padre no era suficiente, buscó trabajo como músico. A pesar de declarar que podía tocar la batería y cantar, no logró encontrar empleo. Contra su voluntad, continuó viviendo en ese sótano con sus amigos en condiciones complicadas.
Con 3,350 votos recibidos del público, ganó con gran ventaja el Altın Mikrofon 1972. Como premio, empezó a trabajar en la grabación de Kükredi Çimenler. En el formato de disco de 45 rpm, incluyó en la cara B la canción Boşu Boşuna, una composición que él mismo escogió del repertorio de Mahzuni Şerif. Luego, la empresa discográfica pagó los derechos de autor de la canción.
Norayr Demirci, con quien colaboró en esa época, escribió las canciones en notación musical y arregló las piezas. Posteriormente, grabó su primer álbum en solitario acompañado de la Orquesta Süheyl Denizci. Este sencillo, publicado bajo la etiqueta İstanbul Plak, no tuvo éxito. Entonces Akbayram le dijo a Demirci: "¿Qué voy a hacer? Fui el primero. Tenía grandes sueños, pero esta canción no gustó." Demirci respondió: "Hijo, vete a tu Antep natal." A lo que Akbayram replicó: "Me suicido; de todas formas no me voy." No ganaba suficiente dinero con los discos y no podía pagar el alquiler de su casa. También se dio cuenta de que ganar el primer lugar en el concurso Altın Mikrofon no le había proporcionado un beneficio suficiente en aquella época.
Después de ganar el primer lugar en el concurso Altın Mikrofon en 1972, Edip Akbayram se presentó ante Zeki Tükel, uno de los principales organizadores de la época, y le dejó su información de contacto para posibles trabajos. Sin embargo, Tükel le dijo que no podía ofrecerle ningún trabajo debido a su apariencia física. Esta situación afectó profundamente a Akbayram. Durante la reunión, le dijo a Tükel que las condiciones cambiarían en el futuro y que algún día él (Tükel) sería quien le haría una oferta, pero que en ese momento no la aceptaría. Años después, durante un período difícil económicamente para Akbayram, fue contactado por Zeki Tükel con una propuesta de trabajo. Sin embargo, Akbayram la rechazó recordándole lo ocurrido en el pasado. Según su propio relato, tomar esa decisión le dio un gran honor.
Grabó el sencillo Anam Ağlar Baş Ucumda Oturur junto a Zafer Dilek. Más adelante, se le propuso colaborar con Dönüşüm, considerada una de las agrupaciones importantes del Anatolian rock. Como resultado de esta colaboración, en 1973 lanzó el sencillo Deniz Üstü Köpürür. En ese período, la banda Moğollar estaba buscando un vocalista. Cuando Akbayram le dijo a Cahit Berkay del grupo que no lo pasaran por alto, Berkay respondió que lo considerarían. Luego, en la revista Hey se publicó una noticia titulada: "Dos vocalistas para los Moğollar: Ersen y Edip Akbayram". Sin embargo, como los Moğollar buscaban un cantante con más movilidad escénica, eligieron a Ersen. Al no ser aceptado en la banda debido a su pierna paralizada, Akbayram reaccionó diciendo: "¡Yo canto con la boca, no con la pierna!"

### 1973–1988: Dostlar
Para un artista que se enfocaba en trabajos experimentales, era muy difícil encontrar equipos acompañantes. Dado que el trabajo en equipo era importante para este tipo de piezas, la compatibilidad entre los miembros del grupo era crucial. Trabajando en la orquesta Dönüşüm, Akbayram experimentaba dificultades similares con el bajista Vecdi Ören del equipo. Finalmente, incapaz de continuar con este grupo, Ören le propuso a Akbayram: "Hermano, tu voz es hermosa. Formemos una banda contigo". Akbayram aceptó la propuesta y, junto con Ören, incorporaron a Koral Sarıtaş, Cudi Koyuncu y Galip Kayıhan, quienes cumplían con los criterios de talento. El grupo, fundado en octubre de 1973, fue llamado Dostlar, creyendo que simbolizaba amor, fraternidad y lealtad.
En los ensayos, recibieron ayuda de bardos populares y músicos abdal. En octubre de 1973, grabaron su primer sencillo, Değmen Benim Gamlı Yaslı Gönlüme, que fue elegido como el disco del año en Chipre. El grupo, que ganó notoriedad en poco tiempo, lanzó su segundo disco İnce İnce Bir Kar Yağar en 1974. El primer álbum de Akbayram que llevaba su propio nombre, Edip Akbayram, también estaba programado para salir ese mismo año. Justo en ese momento, Akbayram afirmó que el sello Sayan había lanzado un LP sin su consentimiento. Mientras trabajaba con Dostlar en Esmirna, declaró: "Sayan no tiene derecho a sacar este long play. Defenderemos nuestros derechos".
La respuesta del dueño de la empresa, Fahrettin Sayan, no se hizo esperar: "Este long play no ha salido aún. Pero tengo la intención de publicarlo pronto". Aunque el contrato había expirado, Sayan dijo que Akbayram aún tenía una deuda por discos: "El contrato entre el cantante y nosotros no impide que publiquemos el long play mencionado". Luego se supo que el álbum incluiría también Boşu Boşuna y Kükredi Çimenler. Estas canciones fueron inicialmente publicadas bajo la etiqueta İstanbul Plak y luego transferidas a Kervan Plak. Más tarde, los derechos del long play fueron transferidos de Kervan a Sayan. El álbum, que era una recopilación de las canciones de 1972–74, se lanzó en 1974. Considerado uno de los primeros trabajos del rock progresivo turco, el álbum utilizó ilustraciones de motivos para reflejar el tema musical.
Edip Akbayram y Dostlar decidieron separarse en esta etapa de su carrera, pero esta separación fue breve y las partes volvieron a unirse gracias a la revista Hey. Durante este periodo, Vecdi Ören, quien poseía los derechos del nombre del grupo, intentó formar su propia banda usando el nombre Dostlar. Tras reconciliarse, la banda participó en el 2º Festival Musical del Mediterráneo y luego realizó una serie de presentaciones de aproximadamente cincuenta días en un club nocturno. Durante este proceso, Akbayram sostenía que era necesario realizar cambios en la formación del grupo para que pudieran llevar a cabo proyectos más innovadores y progresistas en el futuro. Expresaba que se requería una renovación musical para salir del estilo habitual de sus últimos sencillos.
También se vivieron diversos problemas estructurales y contractuales dentro del grupo. Cuando terminó el contrato de Akbayram con Sayan, muchas compañías discográficas comenzaron a acercarse al artista. Durante este proceso, Akbayram también consideró fundar su propia compañía discográfica. Sin embargo, hasta el final de la Feria de Esmirna no se había decidido con qué compañía firmaría.
En el mismo periodo, Barış Manço y Kurtalan Ekspres anunciaron que se separarían después de la Feria de Esmirna, lo que creó una oportunidad para una nueva formación musical. Edip Akbayram y su mánager Celal Tuncel contactaron por primera vez con Murat Ses, creyendo que aportaría color a la línea musical del grupo. Tras aceptar la propuesta, y ante la falta de un bajista en la banda, Özkan Uğur también aceptó unirse a Dostlar. Además, Nadir Uygun, proveniente del grupo Ağrı Dağı Efsanesi fundado anteriormente por Murat Ses, se incorporó al grupo como otro miembro de la nueva formación.
Una vez completada esta formación, el segundo gran paso fue firmar con una compañía discográfica. Aunque inicialmente se esperaba que Akbayram fundara su propia empresa, Yavuz Asöcal, propietario de Yavuz Plak, fundó una nueva discográfica llamada Burç Plak. Edip Akbayram y Dostlar firmaron un contrato con esta nueva empresa en el Bazar de los Tejedores de Unkapanı. En una época en que el mercado discográfico se estaba reduciendo y muchas compañías estaban cerrando, la fundación de una nueva empresa fue recibida con sorpresa en el mundo de la música. Sin embargo, Yavuz Asöcal declaró: "Burç Plak estará pronto al lado de las compañías más grandes. No tengo la menor duda en fundar una segunda compañía en un momento en que el campo discográfico va hacia la bancarrota. En quince días transferiré a las grandes figuras del mercado a mi nueva compañía."
Después del acuerdo con la recién creada Burç Plak, el grupo lanzó el sencillo Garip. La canción ganó un premio en la categoría de arreglos y fue uno de los éxitos del año. En este periodo, Murat Ses era el responsable de los arreglos musicales del grupo y también actuaba como portavoz de la banda. Sin embargo, durante esta etapa de éxito, el grupo enfrentó un grave problema. Se descubrió que habían sido estafados por su mánager Celal Tuncel. Este suceso generó una pérdida de confianza entre los miembros del grupo, quienes tardaron mucho tiempo en superar esta traición. Aunque esta crisis provocó diversas tensiones internas dentro del grupo, Edip Akbayram & Dostlar continuaron con su producción musical.
Como esta nueva formación tampoco duró mucho tiempo, el grupo regresó a su alineación original, incluyendo a Vecdi Ören, quien había intentado formar su propio grupo. En 1975, lanzaron el sencillo Kolum Nerden Aldın Zinciri, que llamó la atención por sus letras críticas hacia el ambiente político y social de la época. A esta canción le siguió el sencillo Mehmet Emmi lanzado en 1976, basado en una obra del trovador popular Mahzuni Şerif. Este sencillo marcó un punto de inflexión para el grupo. La canción Affetmem Seni, incluida en la cara B del disco, también atrajo la atención. Aunque Mahzuni Şerif ya había lanzado otra versión de esta canción, en este disco fue parcialmente modificada y re–arreglada. Esta nueva versión, caracterizada por su uso intensivo de motivos de guitarra eléctrica, fue muy bien recibida por el público y otorgó numerosos premios a los miembros del grupo.
En 1976, Edip Akbayram y su grupo Dostlar ofrecieron un concierto en la Feria de Samsun. Tras el concierto, mientras se dirigía a la estación de tren, Akbayram fue atacado repentinamente por cuatro personas en una calle oscura. Cayó al suelo sin entender lo que ocurría. Los agresores lo golpearon con puñetazos y patadas mientras él intentaba protegerse con las manos. Akbayram trató especialmente de proteger su pierna, que era sensible debido a la poliomielitis que había sufrido en su infancia. Sin embargo, a pesar de sus esfuerzos, colapsó inconsciente en el suelo tras varios minutos de una fuerte paliza y fue trasladado al hospital. Los atacantes huyeron del lugar y no se pudo identificar su identidad.
Se sabía que este ataque fue provocado por las canciones de protesta que Akbayram interpretaba en aquella época, las cuales contenían fuertes críticas sociales y políticas. No solo incluía poemas del poeta prohibido Nâzım Hikmet, sino que también mantenía una línea musical que daba voz a los oprimidos, lo cual lo convirtió en blanco de ciertos sectores. De manera similar, durante esa misma época, ocurrieron otros ataques en sus conciertos. En algunos de ellos se lanzaron sustancias inflamables al escenario, se incendiaron instrumentos y se cortó la electricidad del escenario para sabotear sus presentaciones. A pesar de todos estos obstáculos, Akbayram se mantuvo firme en su decisión de continuar con su música. No dio marcha atrás ante los ataques que sufrió y siguió subiendo al escenario para interpretar su música de protesta.
En 1976, se grabó el sencillo Zalim con los sintetizadores traídos desde los Países Bajos por Galip Kayıhan. Proveniente de una familia acomodada, Kayıhan tenía la posibilidad de viajar al extranjero, y gracias a ello pudo proporcionar a la banda diversos pedales de efectos y sintetizadores europeos. De esta manera, se superaron en gran medida las deficiencias técnicas de los estudios en Turquía. Durante esta etapa en la que se trabajó con equipos de alta calidad, el grupo entró al estudio entre julio y diciembre de 1976 para realizar numerosas grabaciones de larga duración.
Estas grabaciones se utilizaron en el álbum Nedir Ne Değildir?, publicado en enero de 1977. El álbum incluyó siete nuevas grabaciones de larga duración, así como tres grabaciones de sencillos de 45 rpm previamente lanzados. La portada del álbum fue creada con la técnica de ilustración y su diseño y marionetas se inspiraron en el álbum Stand Up de Jethro Tull, publicado en 1969. En la sección intermedia de la canción Arabam Kaldı Yolda, se manipuló manualmente la velocidad de la cinta con la ayuda del técnico de sonido Sıtkı Acim, tirando de las cintas de carrete a mano. Los gritos de "dehha" y "hayda" en la canción fueron interpretados por el productor del grupo, Osman Bayşu (productor de Edip Akbayram durante 20 años).
Después del álbum, el grupo se disolvió en silencio debido a dificultades financieras. Con el impulso del baterista de entonces, Ayzer Danga, y de Akbayram, la banda volvió a formarse, esta vez con una profunda reestructuración en el equipo. En 1977, esta nueva formación grabó el sencillo Aldırma Gönül Aldırma, compuesto por Kerem Güney. El mismo grupo produjo en 1978 Kıymayın Efendiler y Adiloş Bebe, una composición propia que figuraba en la cara B del sencillo. Debido al contenido crítico de estas canciones, muchos conciertos fueron cancelados, y el grupo se enfrentó a numerosos ataques durante sus presentaciones. Tras un año difícil lleno de conflictos, ganaron el Disco de Oro con el sencillo Gidenlerin Türküsü, grabado en 1979, al superar las quinientas mil copias vendidas. Akbayram recibió el premio de manos de su productor Yavuz Asöcal, como regalo de bodas.

### 1989–2025: Años en solitario
Después de 1989, Edip Akbayram comenzó a lanzar sus álbumes únicamente bajo su propio nombre y eliminó el nombre del grupo "Dostlar". Sin embargo, siguió refiriéndose a su banda en presentaciones en vivo como "Dostlar". Frente a quienes en Turquía se definían como músicos de música original (un concepto asociado en turco con la música folclórica y la música de protesta), Akbayram enfatizó que él hacía Anatolian rock. Debido a las detenciones y especialmente a las restricciones que sufrió en los años 80, no pudo mantenerse muy visible en la escena. Sin embargo, volvió a ganar popularidad especialmente con su álbum Türküler Yanmaz, lanzado en 1994.

## Muerte
El 9 de enero de 2025, Edip Akbayram fue hospitalizado tras sufrir una hemorragia interna como consecuencia de una caída en su casa. El artista fue ingresado en cuidados intensivos en el Hospital de Formación e Investigación Haydarpaşa Numune de la Universidad de Ciencias de la Salud, donde fue sometido a una operación que duró aproximadamente una hora. Después de la cirugía, volvió a ser atendido en cuidados intensivos. Posteriormente, Akbayram se sometió a una segunda operación y su tratamiento en el hospital continuó durante algún tiempo más.
Debido a una hemorragia interna ocurrida tras el tratamiento de una neumonía, permaneció 53 días en cuidados intensivos. Como los tratamientos no dieron resultado, falleció el 2 de marzo de 2025 en el Hospital Haydarpaşa Numune por fallo multiorgánico. El 4 de marzo de 2025, se organizó una ceremonia conmemorativa en la Sala de Conciertos Cemal Reşit Rey para despedirlo en su último viaje. Luego del rezo fúnebre realizado en la Mezquita de Teşvikiye, fue enterrado en el Cementerio de Karacaahmet.
Tras su fallecimiento, en 2025, el Municipio de Buca nombró "Centro de Estudios Edip Akbayram" al centro educativo para jóvenes que abrirá en el barrio Göksu de Esmirna. Frente al centro, que tiene capacidad para ofrecer apoyo educativo a aproximadamente mil estudiantes al día, se colocó una estatua conmemorativa llamada "Her şey çok güzel olacak" (Todo irá muy bien) para mantener viva la memoria del artista. La estatua fue presentada en el marco de la 1 Feria del Libro de 2025. Diseñado por los escultores Mehmet Latif Sağlam, Uygur Orhan y Özlem Erhan, el monumento fue creado con el objetivo de simbolizar los mensajes de esperanza que Edip Akbayram transmitió con frecuencia a lo largo de su carrera artística. 
La estatua incluye la frase "Güzel günler göreceğiz" (Veremos días hermosos), reflejando la postura destacada de Akbayram tanto en su música como en su actitud pública. El alcalde de Buca, el arquitecto Görkem Duman, declaró en relación con la apertura del centro y la instalación de la estatua que Edip Akbayram no era solo un músico, sino también un artista con una profunda conciencia social. Duman señaló que Akbayram fue la voz de los oprimidos durante toda su carrera artística y que su nombre vivirá en la ciudad a través de este centro y esta estatua.

## Discografía

### Álbumes de estudio
- Edip Akbayram (1974)
- Nedir Ne Değildir? (1977)
- Nice Yıllara Gülüm (1982)
- 1984 (1984)
- 1985 (1985)
- Yeni Gelen Güne Türkü (1986)
- Özgürlük (1988)
- Şahdamar (1990)
- Senden Haber Yok (1991)
- Unutamadıklarım (1992)
- Bir Şarkın Olsun Dudaklarında (1993)
- Türküler Yanmaz (1994)
- Güzel Günler Göreceğiz (1996)
- Yıllar (1997)
- Dün ve Bugün (1998)
- İlk Günkü Gibi (1999)
- Selam Olsun (2001)
- 33'üncü (2002)
- Dün ve Bugün 2 (2004)
- Söyleyemediklerim (2008)
- Mayıs (2012)

### Individuales
- Kendim Ettim Kendim Buldum (1970)
- İşte Hendek İşte Deve (1971)
- Kükredi Çimenler (1972)
- Anam Ağlar Baş Ucumda Oturur (1972)
- Deniz Üstü Köpürür (1973)
- Değmen Benim Gamlı Yaslı Gönlüme (1973)
- İnce İnce Bir Kar Yağar (1974)
- Garip (1974)
- Kolum Nerden Aldın Zinciri (1975)
- Mehmet Emmi (1976)
- Zalim (1976)
- Aldırma Gönül Aldırma (1977)
- Kıymayın Efendiler (1978)
- Gidenlerin Türküsü (1979)
- Bugün Bizde Bayram Var (1981)